# 初売り

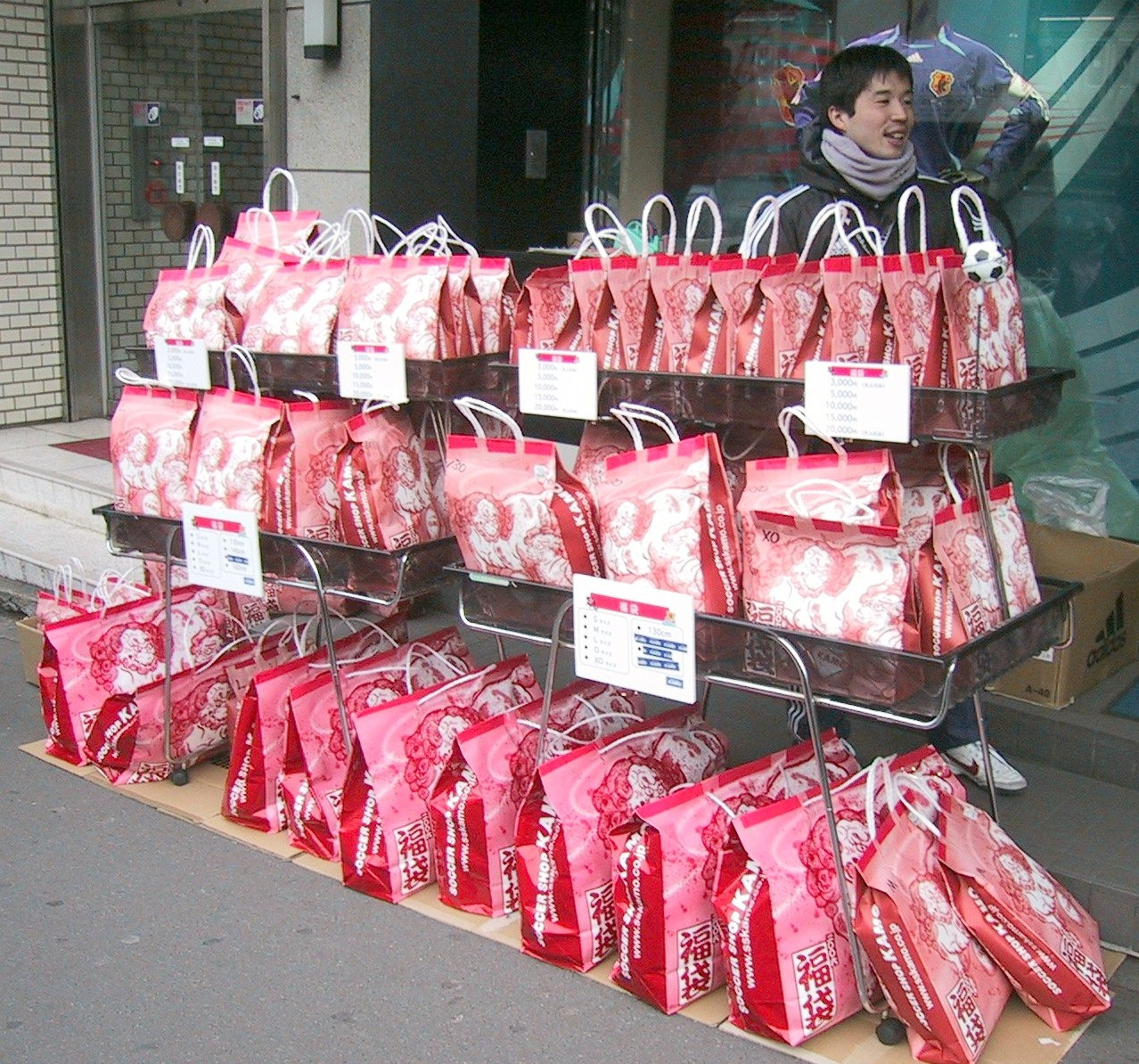
福袋が並ぶ初売りの店舗

初売り（はつうり）とは、年が変わって最初に物を売り出すことを言う。近年は通常、小売店の初売りをさす。通常の営業と異なり、その年1年間の運試しの意味合いをかねた、福袋が販売されることが多い。その日に買い物をすることを初買い（はつかい）などと呼ぶ。

## 現代の初売り
1980年代前半までは官公庁の業務が開始される御用始の1月4日以降に初売りを行う小売店が多かったが、年中無休で24時間営業のコンビニエンスストアやファーストフード店が増えた現在では、スーパーマーケットや専門店での元日の初売りも珍しくなくなり（お店によっては、元日0時から初売りを行う場合もある）、元日に休業するほとんどの小売店も1月2日までに初売りを行うようになっている。
ファッションビルや百貨店などでは近年初売りの後に冬のバーゲンセールを行うケースも増えていて、店側は正月返上で準備に追われる。
2019年における平成から令和への改元においても、改元に伴う「令和の初売り」を行う店舗が多く存在した。

## 明治時代
明治時代の例えば魚河岸の初売りは、現代以上の賑わいだった。魚河岸の営業は1年のうち1月1日のみが休みで、1月2日に初売りをした。店先に積み上げた鯛・鮪・蛸などを求めに料理屋の主人や小売りの商人がいわば義理でつめかけた。その数は数万人といわれる。

## 伝統行事としての初売り
初売りが地域の伝統行事として大々的に行われているものに、「仙台初売り」「佐世保初売り」がある。